# Sandemania hoehnei
Sandemania hoehnei är en tvåhjärtbladig växtart som först beskrevs av Célestin Alfred Cogniaux, och fick sitt nu gällande namn av John Julius Wurdack. Sandemania hoehnei ingår i släktet Sandemania och familjen Melastomataceae. Inga underarter finns listade i Catalogue of Life.